# نيكولاس كامبياسو
نيكولاس كامبياسو (بالإسبانية: Nicolás Cambiasso)‏ هو لاعب كرة قدم أرجنتيني في مركز حراسة المرمى، ولد في 2 مارس 1978 في بوينس آيرس في الأرجنتين. لعب مع أوليمبو وديفينسوريس دي بيلغرانو وريال مدريد كاستيا وريال مدريد.

## وصلات خارجية
- نيكولاس كامبياسو على موقع قاعدة بيانات كرة القدم.إي يو (الإنجليزية)
- نيكولاس كامبياسو على موقع Soccerway.com (الإنجليزية)
- نيكولاس كامبياسو على موقع IMDb (الإنجليزية)